# Puchar Świata w biathlonie 2023/2024 – Canmore
Zawody Pucharu Świata w biathlonie w Canmore były dziewiątymi w sezonie 2023/2024 w tej dyscyplinie sportu. Konkurencje rozgrywane były w dniach 14-17 marca 2024. Rywalizacja odbyła się w sprincie, biegu pościgowym i biegu masowym.

## Program zawodów
| Dzień    | Konkurencja             | Początek  | Liczba uczestników |
| -------- | ----------------------- | --------- | ------------------ |
| 14 marca | Sprint kobiet           | 17:40 CET | 94                 |
| 15 marca | Sprint mężczyzn         | 17:40 CET | 101                |
| 16 marca | Bieg pościgowy kobiet   | 18:10 CET | 59                 |
| 16 marca | Bieg pościgowy mężczyzn | 22:10 CET | 58                 |
| 17 marca | Bieg masowy kobiet      | 18:10 CET | 30                 |
| 17 marca | Bieg masowy mężczyzn    | 22:20 CET | 30                 |

## Podium

### Mężczyźni
| Konkurencja                        | 1. miejsce           | 2. miejsce             | 3. miejsce        |
| Sprint (10 km) szczegóły           | Johannes Thingnes Bø | Tommaso Giacomel       | Tarjei Bø         |
| Bieg pościgowy (12,5 km) szczegóły | Johannes Thingnes Bø | Sebastian Samuelsson   | Éric Perrot       |
| Bieg masowy (15 km) szczegóły      | Johannes Thingnes Bø | Johannes Dale-Skjevdal | Émilien Jacquelin |

### Kobiety
| Konkurencja                      | 1. miejsce             | 2. miejsce             | 3. miejsce              |
| Sprint (7,5 km) szczegóły        | Lisa Vittozzi          | Lou Jeanmonnot-Laurent | Lena Häcki-Groß         |
| Bieg pościgowy (10 km) szczegóły | Lisa Vittozzi          | Lou Jeanmonnot-Laurent | Justine Braisaz-Bouchet |
| Bieg masowy (12,5 km) szczegóły  | Lou Jeanmonnot-Laurent | Janina Hettich-Walz    | Gilonne Guigonnat       |